# 热暗物质
熱暗物質（英語：Hot dark matter，縮寫為HDM）是暗物質的一種形式，在理論上是由超相對論速度傳播的粒子組成。
暗物質是一種既不發光，也不吸收光的物質。在物理學中，這種物質的特性是不與電磁輻射交互作用，因此使它無法用傳統的儀器探測到，因此使它"黑暗"。來自星系自轉曲線的資料顯示，大約80%的物質是無法看見的，這迫使研究人員要用創新的方法，通過暗物質對可見物質的引力作用 "間接"地檢測它。理論物理學家對於暗物質是否有不同的"類型"還沒有共識，但有證據顯示將暗物質分為"熱"（HDM）和"冷暗物質"（CDM），有些甚至暗示還有在中間地帶的溫暗物質（WDM）。術語並非表示暗物質的溫度，而是指暗物質粒子的"大小"（WIMPs）。反過來說，粒子的大小決定了它們反比於速度的關係：因為推測HDM的質量較低，因此推測HDM的傳送速度比CDM快。

## 在星系形成中的作用

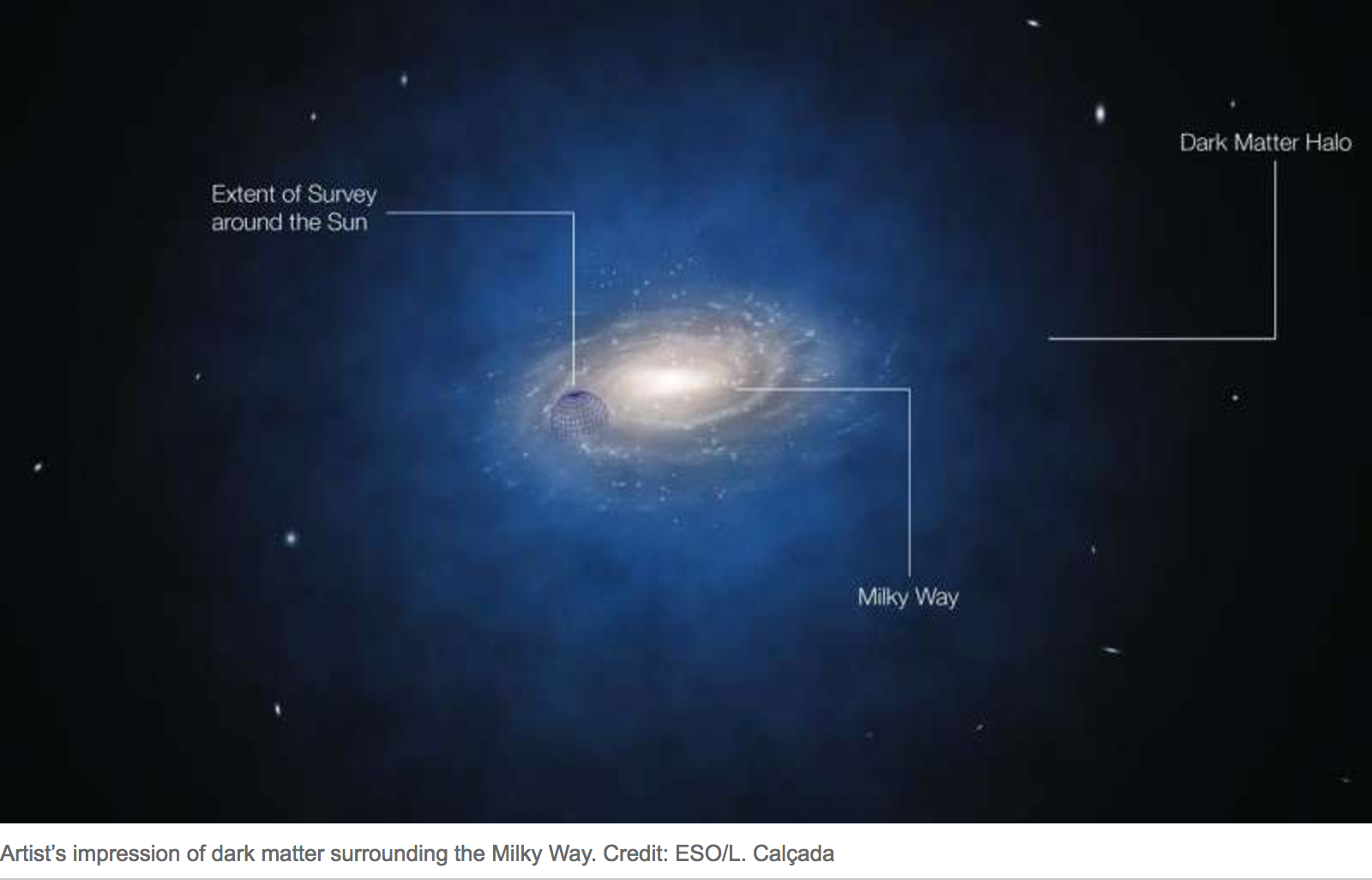
藝術家對銀河系周圍暗物質的印象。創建者：ESO/L. Calçada

就應用而言，熱暗物質的分布有助於解釋在大爆炸之後，星系如何形成星系團和超星系團。理論家聲稱存在著兩種暗物質：1)那些"聚集在可見的星系團個別成員周圍"，2)那些包圍"整個星系團"的暗物質。因為冷暗物質具有較低的速度，它可以是如圖所示"更小的，星系大小的團塊"的來源。而熱暗物質應該對應於圍繞整個星系團，形成更大質量的聚集體。然而，來自宇宙微波背景輻射的資料，像是COBE衛星，是高度均勻的，從如此平滑的初始狀態開始，這種高速的熱暗物質粒子不能形成像星系這種尺度一樣小的團塊，這凸顯了暗物質理論和實際資料的差異。理論上，為了解釋可觀測宇宙中相對較小的結構，有必要調用冷暗物質或是溫暗物質。換句話說，僅以熱暗物質做為解釋星系形成的唯一物質是不可行的，需要將熱暗物質置於混合暗物質（MDM）理論的大水庫下。

## 微中子
微中子被當成熱暗物質的一個例子。微中子的質量非常小，並且不參與四種基本力中的電磁力和強作用力這兩種力。它們由弱作用力和引力相互作用，但由於這種力的強度非常微弱，使它們很難被偵測到。一些專案，像是在日本岐阜縣飛驒市的超級神岡探測器，目前就在研究微中子。

## 進階讀物
- Bertone, Gianfranco. . Cambridge University Press. 2010: 762. ISBN 978-0-521-76368-4.

## 外部連結
- 柏克萊大學的熱暗物質 （页面存档备份，存于）（英文資料）
- 暗物質 （页面存档备份，存于）（英文資料）